# Copelatus terminalis
Copelatus terminalis är en skalbaggsart som beskrevs av Sharp 1882. Copelatus terminalis ingår i släktet Copelatus och familjen dykare. Inga underarter finns listade i Catalogue of Life.